# Acidovorax kalamii
Acidovorax kalamii es una especie de bacteria gramnegativa del género Acidovorax. Fue descrita en el año 2018. Su etimología hace referencia al científico hindú Abdul Kalam. Es aerobia y móvil por flagelo polar. Suele crecer en parejas. Tiene un tamaño de 0,7 μm de ancho por 2-2,8 μm de largo. Forma colonias amarillas, opacas, circulares, lisas y convexas en agar TSA. Temperatura de crecimiento entre 20-37 °C, óptima de 30 °C. Catalasa negativa y oxidasa positiva. Tiene un genoma de unos 5,1-5,3 Mpb y un contenido de G+C de 65,7%. Se ha aislado de agua del río Ganges, en India. También se ha aislado de la mucosa del pez cebra (Danio rerio).